# Капуера
Капуера (порт. capoeira; енгл. /ˌkæpuːˈɛərə/), капоера или, према правилима транскрипције са португалског језика, капоеира (порт. /kapuˈejɾɐ/) — борилачка вештина, настала међу афричким робовима у колонијалном Бразилу. Развијена је у Бразилу почетком 16. века. Опасне борбене технике су камуфлиране у леп, моћан акробатски плес, подржан типичном капуера музиком и песмама које одређују темпо игре, од безопасних размена техника до опасних, снажних удараца.
Капуера је била забрањена у Бразилу и током времена постојала је стална борба да се та забрана одржи, као и да се одржи контрола над сиромашнима и криминалцима који су је највише практиковали. За њих капуера није била само игра, већ и начин самоодбране и преживљавања. Све до 1937. капуера је била забрањена у Бразилу. Од тада, капуера се брзо ширила и данас је практикује хиљаде људи свих годишта и оба пола. За неке она је хоби, за друге она је стил живота.
Унеско је 26. новембра 2014. године уврстио капуеру на листу нематеријалног културног наслеђа човечанства.

## Почеци спорта
Током 16. века, приобални Бразил је, као Португалска колонија, постао далеко највећи произвођач шећера и осталих сировина у западном свету. Таква потреба за робовима је натерала Португал да из већ поробљене и трговински разрађене западне Африке, започне и њихов транспорт у јужну Америку. Од укупног броја поробљених црнаца који су транспортовани у Нови Свет, Бразил је био процентуално највећи увозник робова са преко 40%. Не зна се колико је тачно афричких црнаца било депортовано у Бразил, али уочи укидања ропства 1888. године, у Бразилу је било око 3 милиона црнаца а укупан број становништва тада је достигао 5 милиона људи. Трговина робовима је обављана директно са Африком а не преко посредника (као што је био случај у северној Америци), тако са су постојале чврсте везе између највећих бразилских лука (Салвадор, Ресифе, Рио де Жанеиро) и лука на Робовској обали (Видах, Лагос, западна Африка). Насељавање робова је кренуло са североистока државе (Баија) али се убрзо раширило и северније (Марањан, Пернамбуко) и јужније (Рио де Жанеиро, Минас-Жераис) од Баије. Црнци робови који су се нашли у Бразилу припадали су следећим народима: Јоруба (који су се у Бразилу звали Наго), Еве (Џеџе), Ашанти, Фанти (Акан), Дахомејци и групи народа који су припадали исламској религији: Тапа, Хауса, Мандинго, Фулбе. Депортовани су и народи и из јужноафричког подручја насељени народима Банту, углавном из Анголе, Мозамбика и Конга. Мада су се црнци Бразила мешали територијално и са белцима и једни са другима, били су насељени у знатној мери према етничким групама. Да би спречили уједињење различитих етничких група и њихове побуне, робовласници су подстицали развијање елемената племенских култура које су их раздвајале. Тако се дешавало да су се одређене групе бориле против робовласника али и против осталих црначких паганских група.
Без обзира на то, у таквој ситуацији мешање различитих култура је било неизбежно, што је и био узрок стварању многих културних творевина, између осталог и капуере.
Постоји много теза које покушавају да дају одговор на питање где је и како настала капуера: неки облик капуере је већ постојао у Африци али је у Бразилу попримио садашњу форму и назив; капуера је настала мешањем афричких народа и њихових култура у руралним деловима Бразила (Салвадор, Рио де Жанеиро)... За сваку од ових теза има много аргумената али се о њима и данас воде полемике.

## Развиће вештине
Капуера је бразилска, и током времена се мењала, толико је сигурно. Настала је као вид отпора поробљивачима, кроз који се провлачи много тога истовремено. Тако су робови могли да вежбају и борбене технике, и да помоћу музике и песама преносе традицију, историју, славе велике вође устанака, а да то у очима газда изгледа безопасно. Ипак, на многим имањима, од 1814. године, капуера и остали облици Афричке културе су били забрањени.
После ослобођења, црнци у Бразилу су постајали пуноправни грађани. 1798. године од пописаних 1.988.000 црнаца 406.000 је било слободно. Двадесет година касније, 1818. године број слободних црнаца је био 585.000, што је стварало услове за потпуно укидање ропства, што се и десило 1888. године. Од тог тренутка, слободни људи су кренули да насељавају веће градове у потрази за послом. Како посла није било довољно за све, многи од бивших робова су оснивали или су се прикључивали криминалним бандама. Наставили су да се баве капуером, која је сада постала повезана са криминалом и активностима које су биле усмерене против владајуће класе. Као резултат тога, капуера је била забрањена законом (1892), и онима којима који су је практиковали биле су изрицане велике казне. Игре капуере су често одржаване на местима одакле је лако побећи, а постојао је и посебан ритам (каваларија) који се свирао у случају да долази полиција. Да би се што лакше сакрили од закона, капуеристи су често имали и по неколико различитих надимака, којим би сакривали своје стварне идентитете. Тај обичај је остао и данас. Скоро сваки капуериста има свој надимак (апелидо). Тај надимак се најчешће добија од стране старијих капуериста и мајстора а обично представља неку физичку карактеристику особе која га носи, стил играња или пак карактерну особину.

## Новија историја
Капуера је призната као национални спорт 1937. године, када је у Салвадору, мајстор Бимба (Manoel dos Reis Machado) отворио прву школу која је регистрована пред законом. Школа се звала Centro de Cultura Fisica Regional (Регионални центар физичке културе). Систематизовано учење мајстора Бимбе које је названо Capoeira Regional, је извршило велики утицај на свет капуере.
1942. године мајстор Паштиња (Vicente Ferreira Pastinha - mestre Pastinha), је отворио прву капуера Ангола школу.
Заједно, ова два мајстора се сматрају очевима модерне капуере: Capoeira Regional и Capoeira Angola.
Основно начело капуере је - противника не треба повредити, него победити. Циљ капуеристе није да противника повреди. Он свој ударац карикира не завршавајући га и на тај начин у ходи (кругу) демонстрира своју надмоћ. Напади у капуери су углавном ударци ногом, чишћења и ударци главом. Како се у Африци верује, руке служе за креативност а ноге за деструкцију. У капуери постоје и ударци руком али се ретко виђају (галупанте, телефоно...)
Многи сматрају да је због бесконтактног карактера капуера неефикасна.